# Station Hastings
Hastings is een spoorwegstation van National Rail in Hastings in Engeland. Het station is eigendom van Network Rail en wordt beheerd door Southeastern. 